# North River (plaats in Labrador)
North River is een spookdorp in de Canadese provincie Newfoundland en Labrador. Het ligt aan de noordoever van de gelijknamige rivier, vlak bij de monding ervan in de Labradorzee.

## Geografie
North River is gelegen aan de oostkust van Labrador en telt slechts een tiental gebouwen, voornamelijk blokhutten. Vandaag doen deze onder andere nog dienst als uitvalsbasis voor vissers en jagers uit de omgeving. De locatie is per schip vrij goed bereikbaar, aangezien het op een vaarafstand van slechts 15 km van de naar het zuiden gelegen gemeente Cartwright ligt.
North River is de enige plaats die zich bevindt in het Nationaal Park Mealy Mountains. Zo'n kilometer ten noorden ervan begint het enorme Porcupine Strand.

## Geschiedenis
De volkstelling van 1863/64 wijst uit dat North River bestond uit slechts één huis waarin vijf mannen woonden. Het gezinshoofd was Charles Williams, een immigrant uit het Engelse Plymouth, die in 1848 gehuwd was met Mary, waarschijnlijk een Métis van Inuit- en Schotse komaf.
Rond 1910 werd het huis door de familie Williams verlaten en werd er iets verder stroomopwaarts een nieuw gebouwd. In 1935 was dat huis van de familie Williams nog steeds het enige bewoonde gebouw van de plaats, die toen vijf inwoners kende. In 1945 was de bevolkingsomvang gestegen tot twaalf inwoners. Door de komst van een tweede huishouden, de familie Davis, kon North River toen voor het eerst een gehucht genoemd worden in plaats van louter een toponiem verbonden aan één woning.
Het zeer kleine gehucht werd gespaard ten tijde van de provinciale hervestigingspolitiek daar de inwoners makkelijk Cartwright via het open water of het ijs konden bereiken (behalve in de periode waarin het zee-ijs begint te smelten of begint te ontdooien). De familie Williams uit West Bay hervestigde zich daarentegen naar North River, waarop de plaats in 1956 drie huishoudens telde en een bevolkingsomvang van 24 bereikte. Ook in 1965-1966 telde het gehucht 24 inwoners.
In de jaren 1970 besloten de inwoners uiteindelijk om de plaats alsnog te verlaten als permanente woonplaats. De gebouwen zijn echter nog in eigendom van hun nakomelingen en worden nog sporadisch gebruikt in de context van de jacht of visserij.